# دولار الشعر المتدفق
دولار الشعر المتدفق أول عملة دولار تصدرها الحكومة الفيدرالية للولايات المتحدة. سُكت هذه العُملة المعدنية في عامي 1794 و1795، وكان حجمها ووزنها يعتمدان على الدولار الإسباني، الذي كان شائعًا في التجارة في جميع أنحاء الأمريكتين.
في عام 1791، وبعد دراسة أجراها ألكسندر هاملتون، أقر الكونغرس قرارًا مشتركًا يدعو إلى إنشاء دار سك عملة وطنية. وفي وقت لاحق من ذلك العام، حث الرئيس جورج واشنطن في خطابه الثالث عن حالة الاتحاد الكونغرس على توفير دار سك العُملة، وهو ما اعتمد رسميًا بموجب قانون سك العملة لعام 1792. وعلى الرغم من الترخيص، لم تسك العُملات الفضية والذهبية حتى عام 1794. صُمم دولار الشعر المتدفق من قبل روبرت سكوت، وإنتج لأول مرة في عام 1794، ومرة أخرى في عام 1795. في أكتوبر/تشرين الاول 1795 استبدل التصميم بالدولار ذو التمثال النصفي.

## خلفية

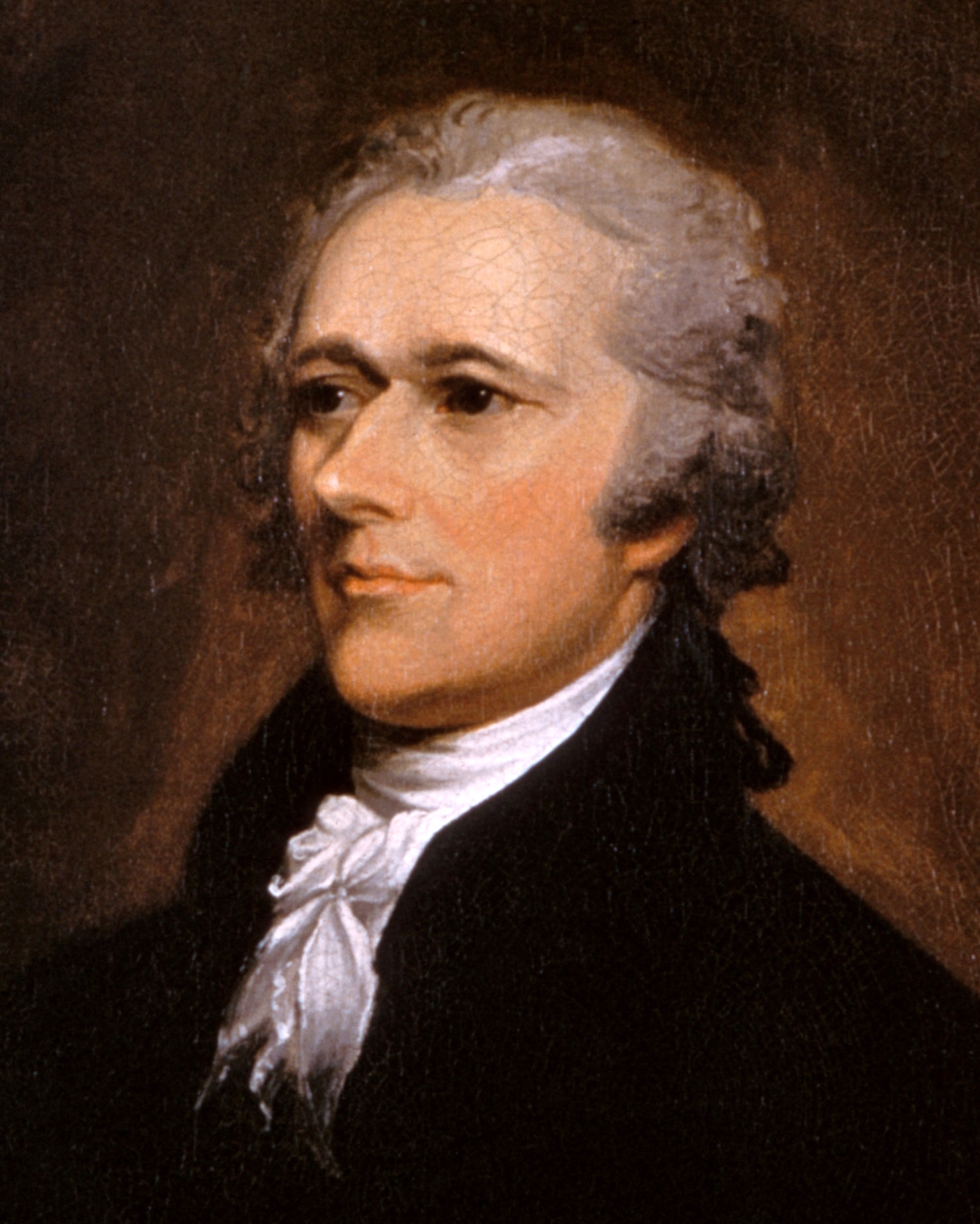
قام وزير الخزانة ألكسندر هاملتون بإعداد تقرير عن النظام النقدي الأمريكي قبل إنشاء دار سك العملة الأمريكية.

بدءًا من ثمانينيات القرن الثامن عشر، دعا عدد كبير من الأمريكيين البارزين إلى إنشاء دار سَك مركزية لتزويد الولايات المتحدة بالعُملات الرسمية؛ فشلت كل هذه المقترحات إلى حد كبير بسبب نقص الأموال والمعارضة من الأفراد والجماعات الذين فضلوا أن تُسك العُملات المعدنية من قِبل الولايات الفردية. نظرًا لعدم إصدار عُملات معدنية فيدرالية، أن تلبية احتياجات الولايات من خلال مجموعة متنوعة من العُملات والرموز المحلية والأجنبية، بما في ذلك البيزو الإسباني، وعُملات الثمانية ريالات (المعروفة شعبياً باسم الدولارات الإسبانية أو قطع الثمانية).
في عام 1789، صُدق دستور الولايات المتحدة، الذي منح الكونغرس السلطة "لصك النقود، وتنظيم قيمتها، وقيمة العُملات الأجنبية، وتحديد معيار الأوزان والمقاييس"، ودخل حيز التنفيذ. في العام التالي، بدأ الكونغرس في مناقشة حالة النظام النقدي والعُملات المعدنية في البلاد. في 28 يناير/كانون الثاني 1791، قدم وزير الخزانة ألكسندر هاملتون تقريرًا إلى الكونغرس يوضح فيه نتائج دراسة أجراها حول النظام النقدي وإمكانات دار سك العُملة الأمريكية. وكجزء من دراسته، أجرى هاملتون سلسلة من الاختبارات التحليلية للدولارات الإسبانية، حيث كانت العملة التي سيعتمد عليها النظام النقدي للولايات المتحدة. بعد الاطلاع على النتائج، أوصى السكرتير بأن يعتمد محتوى الفضة في الدولار الأمريكي على متوسط محتوى الفضة في البيزو الذي اختبره. توصية هاملتون هي أن الدولار يجب أن يحتوي على 371.25 حبة من الفضة وأن يكون وزنه الإجمالي 416 حبة، ويكون الرصيد من النحاس. في 3 مارس/آذار 1791، وبعد مراجعة تقرير هاملتون، أقر الكونغرس قرارًا مشتركًا يقضي بتأسيس دار سك النقود الفيدرالية؛ إلا أن القرار لم يُحدد أي تفاصيل أو مخصصات.

### تأسيس دار السك
في خطابه السنوي الثالث أمام الكونغرس، والمعروف فيما بعد بخطاب حالة الاتحاد، ألقاه في 25 أكتوبر/تشرين الاول 1791 في فيلادلفيا، حث الرئيس جورج واشنطن أعضاء الكونغرس على وضع القرار المشترك الذي وافقوا عليه في وقت سابق من ذلك العام موضع التنفيذ الفوري:

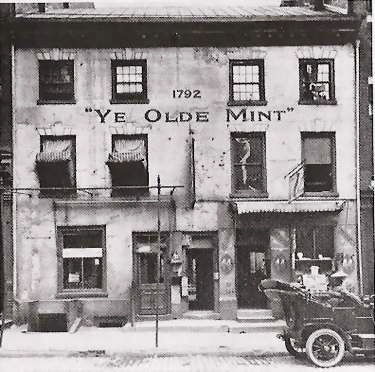
تأسست دار سك العملة في فيلادلفيا عام 1792، وقامت بضرب أولى عملاتها المعدنية في فبراير 1793. (الصورة 1908)

إن الاضطرابات في العملة القائمة، وخاصة نقص الفكة الصغيرة، وهو نقص يُعد مؤلمًا بشكل خاص للفئات الفقيرة، يوصي بشدة بتنفيذ القرار الذي اتخذ مسبقًا بشأن إنشاء دار سك العملة. اتخذت تدابير وفقًا لذلك القرار لتأمين بعض من الفنانين الأكثر ضرورة، جنبًا إلى جنب مع المعدات اللازمة.
ردًا على ذلك، عيَّن مجلس الشيوخ لجنة برئاسة روبرت موريس لصياغة المواصفات والتشريعات اللازمة لإنشاء دار سَك وعُملات فيدرالية رسميًا. قدمت اللجنة مشروع قانون إلى الكونغرس في 21 ديسمبر/كانون الاول 1791، ونص جزئيًا على أن عُملة الدولار الجديدة (التي سَتُشكل أساس النظام النقدي للولايات المتحدة) يجب أن تحتوي على 371 حبة من الفضة و وزن إجمالي يبلغ 416 حبة، كما أوصى هاملتون في وقت سابق. ومن المقرر أن تُسك العُملات الفضية الجديدة في سبيكة تحتوي على 1485 أجزاء من 1664 (حوالي 89.24 في المائة) من الفضة النقية، والباقي من النحاس، والمقصود منها أن تُساوي الفضة بالدولار الإسباني. مع ذلك، كان هناك خطأ في تحليل الدولارات الإسبانية، كانت في الواقع 65/72 فضة (حوالي 90.28 في المائة) والباقي نحاس.

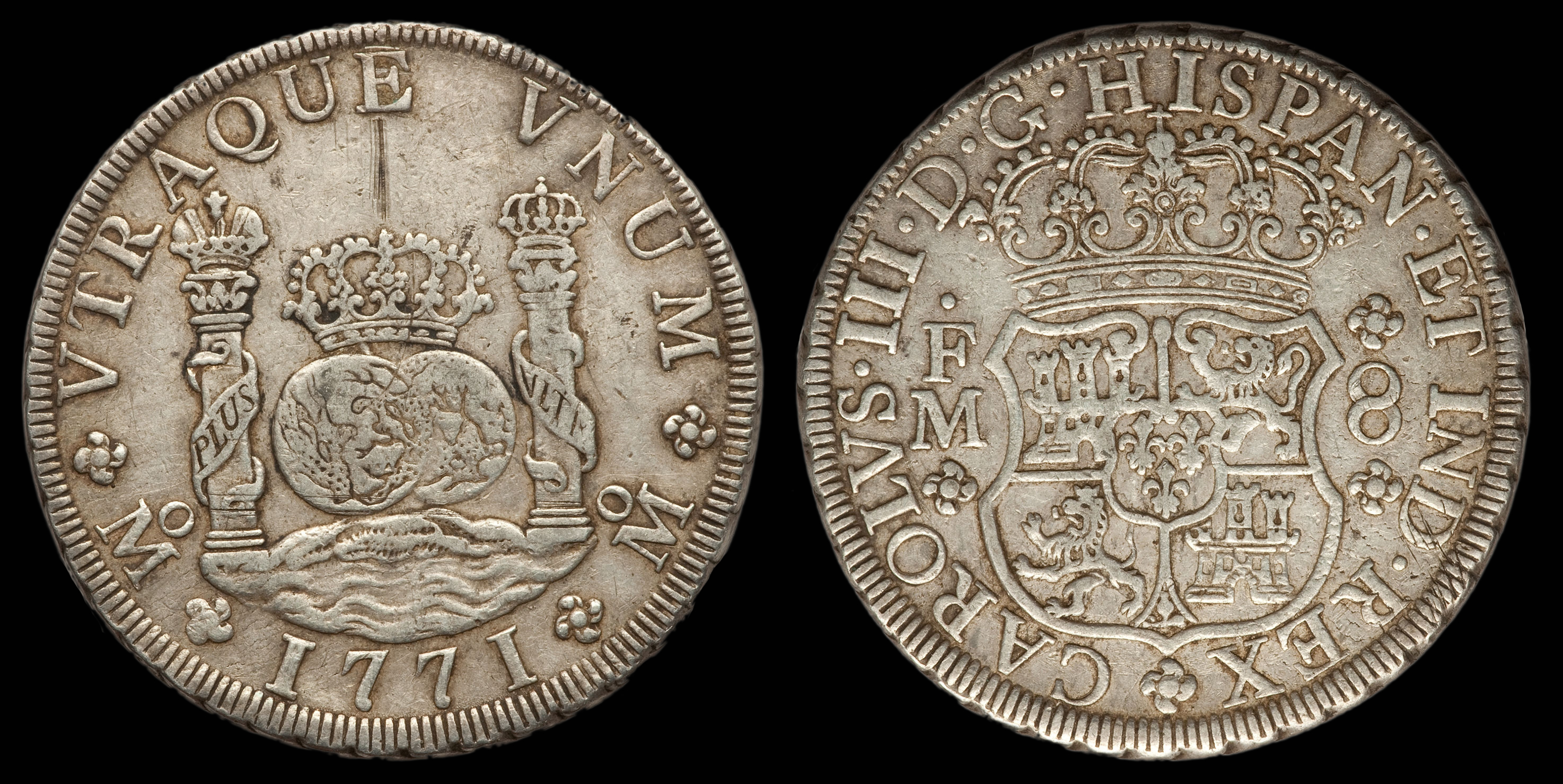
كان الدولار الإسباني هو الأساس للدولار الفضي الأمريكي.

أحد أحكام تشريع موريس ينص على تصوير الرئيس واشنطن على الوجه الأمامي لكل عُملة معدنية تضربها دار سك العُملة الجديدة. مُرر مشروع القانون في مجلس الشيوخ بعد المناقشة، ولكن عُدل في مجلس النواب ليطالب بدلاً من ذلك بظهور رأس شخصية رمزية تمثل الحرية. وعند العودة إلى مجلس الشيوخ، أصر المجلس الأعلى على نسخته من بند التصميم. رفض مجلس النواب هذا البند للمرة الثانية وأقر نسخة أخرى من مشروع القانون، وبعد ذلك وافق عليها مجلس الشيوخ. وقع القانون المعروف باسم قانون العملات لعام 1792، ليصبح قانونًا في 2 أبريل/نيسان 1792، من قبل الرئيس واشنطن. نص القانون على إنشاء دار سك العملة الأمريكية، وخصص الأموال اللازمة لتغطية تكاليف بناء منشأة مناسبة، ولدفع رواتب الموظفين والمسؤولين. كانت الفئات المعتمدة بموجب القانون هي نصف سنتات، وسنتات، ونصف عشرة سنتات، وعشرة سنتات، وربع دولار، ونصف دولار، ودولارات، وربع نسور، ونصف نسور، ونسور. في 31 يوليو/تموز 1792، وضع ديفيد ريتنهاوس، مدير دار سك العُملة المعين حديثًا، حجر الأساس لدار سك العملة في فيلادلفيا. بدأت الآلات والأفراد في شغل المبنى الجديد بحلول سبتمبر/آيلول 1792، وبدأ الإنتاج بالسنتات في فبراير 1793. في السنة الأولى من الإنتاج في دار سك العُملة، سكت العُملات النحاسية فقط، حيث لم يتمكن الخبير المحتمل من جمع الكفالة المطلوبة البالغة 10000 دولار لتولي المنصب رسميًا؛ نص قانون العملات لعام 1792 على أن كل من كبير صانعي العُملات والخبير في العُملة يجب أن "يصبحا مرتبطين بالولايات المتحدة الأمريكية، مع وجود كفيل واحد أو أكثر لإرضاء وزير الخزانة، بمبلغ عشرة آلاف دولار". وفي وقت لاحق من ذلك العام، ناشد وزير الخارجية توماس جيفرسون الكونغرس تخفيض قيمة السندات. في 3 مارس/أذار 1794، خفض الكونغرس السندات إلى 5000 دولار و1000 دولار لرئيس صك العُملة والمحلل على التوالي.

## إنتاج

### إنشاء التصميم

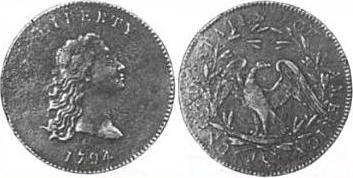
نمط لدولار الشعر المتدفق، مضروبًا في النحاس بدون النجوم الموجودة على الوجه الأمامي للعملات المتداولة

في أوائل عام 1794، بدأ النقاش روبرت سكوت في إعداد التصاميم للدولار الفضي. يُصور التصميم الأولي لعُملة سكوت تمثال نصفي للحرية، بينما الوجه الخلفي للعملة يصور نسرًا، وكلاهما مطلوب بموجب قانون العُملات لعام 1792. يتبع تصميم سكوت بشكل وثيق تصميمه للسنت، ولكن مع إزالة الغطاء الفريجي. أصدر مسؤولو الحكومة في وقت لاحق تعليمات إلى سكوت بوضع إكليل حول النسر ونقل الفئة من الوجه الخلفي إلى حافة العملة المعدنية. بعد الحصول على الموافقة، بدأ سكوت في نقش محاور الدولار الفضي الجديد. توخى عناية إضافية أثناء نقش هذه الفئة، لأن الدولار سيكون أكبر عملة أمريكية، وبالتالي سوف يتلقى أكبر قدر من التدقيق من الدول الأجنبية. نُفذت الحروف بواسطة فريدريك جايجر، الذي عمل كمصمم طباعي للعديد من الكتب والصحف. بعد إنشاء القوالب، سُكت عدة قطع اختبار نحاسية. قرر المسؤولون إضافة خمسة عشر نجمة حول المحيط، تمثل الولايات الخمس عشرة التي صدقت على الدستور حتى تلك النقطة، إلى صورة الحرية التي تواجه اليمين على الوجه.

### سك النقود
بعد أن أصبح من الممكن البدء في سَك العُملات الفضية، بدأت دار سَك العُملة في البحث عن المودعين لجلب السبائك الفضية والذهبية لسَكها. بعد استلام العديد من الودائع، أخطر المحلل ألبون كوكس ريتنهاوس باعتقاده أن معيار .892 المعتمد للعُملات الفضية من الصعب إنتاجه وأنه سوف يصبح داكنًا إذا طُرح للتداول. وبدلاً من ذلك، أوصى كوكس بتعديل النقاء إلى 0.900 حبة، أيضًا الحفاظ على الوزن عند 416 حبة. ويعني أن السبائك الجديدة كانت مخالفة للقانون وأن جميع المودعين سوف يتحملون رسومًا زائدة عن الحد مقابل ودائعهم من السبائك الفضية، حيث كانت نسبة الفضة في العُملات المعدنية أعلى مما يسمح به قانون العملات لعام 1792. كلف إجراء دار السك موردي الفضة نحو واحد في المائة من ودائعهم؛ وقدر أكبر المودعين، جون فوغان، خسارته بـ 2260 دولاراً. وافق الكونغرس على التماسه لاسترداد الأموال في عام 1800، بعد عدة تأخيرات.
قبل أن تُسك العُملات المعدنية، كان لا بد من طبع الحروف والأشكال على حافة القطع النقدية. نُفذ هذا الإجراء باستخدام جهاز يُعرف باسم آلة الصب؛ تقوم الآلة بختم الحافة بالكلمات "مائة سنت دولار واحد أو وحدة" جنبًا إلى جنب مع الزخارف. وبما أن الإنتاج لم يكن دقيقًا، فإن العديد من القطع النقدية المخصصة للدولارات الفضية كانت ذات وزن زائد. عالجوا هذه المشكلة عن طريق برد وجه القطع النقدية؛ ولهذا السبب، تختلف العُملات المعدنية في الوزن بشكل كبير عن الإصدارات اللاحقة، والتي سُكت بمعدات أكثر دقة.
سُكت أول دولارات فضية في 15 أكتوبر/تشرين الأول 1794. الفضة المستخدمة في صُنع دولارات عام 1794 تأتي فقط من سبائك الفضة التي أودعها مدير دار سَك العُملة ديفيد ريتنهاوس في 22 أغسطس/آب 1794. بموجب أمر نقل عُملة مكتوب بخط اليد أصدره المدير ريتنهاوس في 15 أكتوبر/تشرين الأول 1794، نُقل 1758 دولارًا فضيًا من عُهدة كبير صُنّاع العُملات هنري فويجت إلى عهدة أمين صندوق دار سَك العُملة الدكتور نيكولاس واي. في يوم 15 أكتوبر/تشرين الأول أيضًا، وبموجب مذكرة إعادة العُملات المكتوبة بخط اليد الصادرة عن المدير ريتنهاوس، نُقل 1758 دولارًا فضيًا من عهدة أمين صندوق دار سك العملة الدكتور نيكولاس واي إلى ديفيد ريتنهاوس، كإعادة جزئية للعُملات المعدنية تجاه ودائع الفضة التي ادخرها في 22 أغسطس/آب. على الرغم من أن العُملات المعدنية البالغ عددها 1758 والتي سُكت من قبل كبير صانعي العُملات هنري فويجت مقبولة، إلا أنها سُكت بشكل سيئ بسبب مشاكل مع آلة سك العملات التي استخدمت خلال الإنتاج المبكر في دار سَك العُملة. كانت عبارة عن مكبس لولبي يعمل بالطاقة البشرية ومخصص للاستخدام على العُملات المعدنية التي لا يزيد حجمها عن نصف دولار.

في 16 أكتوبر/تشرين الأول 1794، بعد استلام دولار فضي من ديفيد ريتنهاوس، أرسل وزير الخارجية إدموند راندولف عُملة الدولار إلى الرئيس واشنطن لفحصها. في محاولة للمساعدة في تداول العُملات المعدنية، أنفق ريتنهاوس العديد من العُملات المعدنية الجديدة وتبادلها بعُملات أجنبية لتسويق المنتجات الجديدة للدار. وزعت البعض الآخر على كبار الشخصيات والزوار المتميزين للدار. بعد الإنتاج الأولي، أمر ريتنهاوس بوقف إنتاج جميع عُملات الدولار حتى يتمكن موظفو دار سَك العُملة من بناء مكبس أكثر قوة قادر على ضرب العملات المعدنية بشكل أفضل. كتبت صحيفة كولومبيان سينتينيل (بوسطن، ماساتشوستس) أول مقال عن عملات الدولار الجديدة في 26 نوفمبر/تشرين الثاني 1794:
وجدت بعض الدولارات الجديدة التي تُسك الآن في دار سَك العُملة في الولايات المتحدة طريقها إلى هذه المدينة. قام أحد المراسلين بتسليم واحدة منها إلى المحرر هاندز. وزنه يساوي وزن الدولار الإسباني، لكن المعدن يبدو أنعم... إن المجموعة الكاملة (التصميم بالكامل) لها تأثير سار على الذواقة، ولكن لمسات [en] graver دقيقة للغاية، وهناك نقص في جرأة التنفيذ الضرورية للدوام والعملة
انتهت مطبعة العُملات الجديدة في أوائل عام 1795، وسُلمت المجموعة الأولى من الدولارات، وبلغ مجموعها 3810 قطعة نقدية، في 6 مايو/آيار. قد تكون العُملات المعدنية التي ضُربت في 8 مايو تحمل تاريخ 1794، ومع ذلك لا يوجد مستند أو دليل يدعم مثل هذا البيان. من المعروف أن عددًا من الدولارات الصادرة عام 1795 (إلى جانب إصدار واحد عام 1794) قد سُكت بسدادة فضية مثبتة في المنتصف، يبلغ قياسها حوالي 8 مليمتر (0.31 بوصة).. يُعتقد أن هذا تم لتصحيح وزن الألواح التي تعاني من نقص الوزن.  يُقدر إجمالي القطع النقدية التي سُكت في السنة الثانية والأخيرة من الإنتاج بنحو 160.295 قطعة. في المجموع، سُك 203033 دولارًا فضيًا في عام 1795، ولكن من غير المعروف على وجه التحديد عدد تلك التي كانت من نوع الشعر المتدفق، حيث خلفها الدولار ذو الصدر المنسدل في أكتوبر/تشرين الأول 1795؛ صُمم الدولار ذو الصدر المنسدل بواسطة الرسام جيلبرت ستيوارت بناءً على طلب خليفة ريتنهاوس كمدير للدار، هنري دي سوسور.

## جمع
طوال تأريخه، كان الدولار الصادر عام 1794 يُعتبر على نطاق واسع أحد أندر العُملات المعدنية وأكثرها قيمة في الولايات المتحدة. في عدد سبتمبر/آيلول 1880 من مجلة The Coin Journal ، لاحظ المؤلف أن عينة جيدة الجودة من الدولار الصادر عام 1794 قُدرت قيمتها بخمسين دولارًا. في أوائل تسعينيات القرن العشرين، قدر المؤرخ العملاتي جاك كولينز عدد العُملات المتبقية بما يتراوح بين 120 و130. في عام 2013، بُيع أفضل مثال معروف، والذي كان من بين أقدم العُملات المعدنية التي سُكت واعد بعناية خاصة، في مزاد بمبلغ 10,016,875 دولارًا، وهو أعلى سعر بيع لأي عملة في التاريخ. صُنف الدولار على أنه العينة 66 من قبل خدمة تصنيف العُملات الاحترافية، مع ملاحظة الظروف الخاصة التي سُك فيها. بيعت العُملة المعدنية، التي كانت مملوكة سابقًا للعقيد إي إتش آر جرين، بواسطة Stack's Bowers Galleries في مزاد علني في يناير/كانون الثاني 2013. بيعت سابقًا في عام 2010 بمبلغ قياسي آنذاك بلغ 7.85 مليون دولار، إلى مؤسسة Cardinal Collection Educational Foundation. قال ستيفن كونتورسي، المالك السابق للعُملة، إنها كانت "كنزًا وطنيًا" وأنه فخور بكونه "وصيًا عليها" منذ عام 2003 حتى بيعها في عام 2010. قال مارتن لوجيس، ممثل المؤسسة التي اشترت العملة، إنه من بين كل العُملات النادرة التي شاهدها، كان يعتقد أن هناك عملة واحدة كانت "الأكثر أهمية على الإطلاق".

## فهرس
- Breen، Walter (1988). Walter Breen's Complete Encyclopedia of U.S. and Colonial Coins. New York, New York: Doubleday. ISBN:978-0-385-14207-6.
- Julian، R.W. (1993). Bowers، Q. David (المحرر). Silver Dollars & Trade Dollars of the United States. Wolfeboro, New Hampshire: Bowers and Merena Galleries. ISBN:0-943161-48-7.
- Preston، Robert E. (1896). History of the Monetary Legislation and of the Currency System of the United States. Philadelphia, Pennsylvania: John J. McVey.
- Taxay، Don (1983) [1966]. The U.S. Mint and Coinage (ط. reprint). New York, New York: Sanford J. Durst Numismatic Publications. ISBN:978-0-915262-68-7.
- The Statesman's Manual. New York, New York: Edward Walker. ج. 1. 1858. مؤرشف من الأصل في 2024-12-14.
- Yeoman، R.S. (2010). A Guide Book of United States Coins (ط. 63rd). Atlanta, Georgia: Whitman Publishing. ISBN:978-0-7948-2767-0.

| سبقه {{{سبقه}}} | Dollar coin of the United States (1794, 1795) {{{الأعوام}}} | تبعه {{{تبعه}}} |

قالب:Coinage (United States)